# Bow Range
Bow Range – łańcuch górski w Canadian Rockies. Znajduje się w Kanadzie, na granicy prowincji Alberta i Kolumbia Brytyjska. Jego długość wynosi około 21 km, a szerokość 19 km (43 km długości i 34 km szerokości według innych źródeł). Najwyższym szczytem jest Mount Temple (3540 m n.p.m.).
Nazwa łańcucha pochodzi od rzeki Bow i została oficjalnie przyjęta 31 marca 1917 r.

## Najwyższe szczyty
Dziesięć najwyższych szczytów Bow Range to:
- Mount Temple (3540 m n.p.m.)
- Hungabee Mountain (3490)
- Mount Victoria (3467)
- Mount Lefroy (3442)
- Deltaform Mountain (3426)
- Mount Huber (3348)
- Mount Biddle (3320)
- Mount Fay (3234)
- Mount Stephen (3200)
- Mount Aberdeen (3157)